# Bracon diffusiventre
Bracon diffusiventris
Espèce
Synonymes
- †Bracon diffusiventris Théobald, 1937

Bracon diffusiventre est une espèce fossile d'insectes hyménoptères fourmi du genre Bracon de la tribu des Braconini.

## Classification
L'espèce Bracon diffusiventre est décrite en 1937 par le paléontologue français Nicolas Théobald (1903-1981) dans sa thèse. 

### Fossiles
L'holotype R453 ♂ et son cotype R640, de l'ère Cénozoïque, et de l'époque Sannoisien (33,9 à 28,1 Ma) viennent de la collection Mieg, du musée de Bâle et des terrains sannoisiens de la localité de Kleinkembs de la commune d'Efringen-Kirchen en pays de Bade, en Allemagne, juste à côté de la frontière franco-allemande du Rhin, au sud-est de l'Alsace.

### Étymologie
L'épithète spécifique diffusiventre signifie en latin « ventre distendu ».

## Description

### Caractères
La diagnose de Nicolas Théobald en 1937, : Pour l'holotype R453+640 : 

« Insecte noirâtre sur tête et thorax, abdomen brun foncé.
Tête transversale, deux gros yeux latéraux; pas d'ocelles visibles; tête tronquée à l'avant, bords latéraux de la face concaves; antennes longues, pluriarticulées, atteigent l'extrémité du thorax; bord postérieur échancré; tête aussi large que le thorax. Cou net. Thorax de forme ovale; pronotum allongé; scutellum hexagonal. Abdomen subsessile, allongé en fuseau, aussi large que le thorax; le nombre des segments ne peut pas être déterminé. Une patte III est conservée; cuisse forte, tibia allongé, tarse grêle. Ailes jaunâtres, à nervures brunes (v. fig.); stigma large; on voit nettement une cellule radiale et une cellule cubitale fermées; les autres sont plus effacées. ».

### Dimensions
La longueur totale est de 7 mm.

### Affinités
« La conformation du corps, de la tête, en particulier des antennes, et la nervation des ailes montrent qu'il s'agit ici d'un Braconidae. Il se distingue des Braconidae que nous connaissons d'Aix. ».

### Publication originale
- [1937] Nicolas Théobald, « Les insectes fossiles des terrains oligocènes de France 473 p., 17 fig., 7 cartes,13 tables, 29 planches hors texte », Bulletin Mensuel de la Société des Sciences de Nancy et Mémoires de la Société des sciences de Nancy, Imprimerie G. Thomas,‎ 1937, p. 1-473 (ISSN 1155-1119 et 2263-6439, OCLC 786027547). .